# 哈巴罗夫斯克航空
哈巴罗夫斯克航空，罕見的非正式中文名稱為伯力航空，是一家俄罗斯位于哈巴罗夫斯克（伯力）的航空公司，其枢纽机场位于黑龙江北岸的哈巴罗夫斯克新机场和靠近黑龙江出海口的阿穆尔河畔尼古拉耶夫斯克机场。哈巴罗夫斯克航空成立于2004年，拥有9架安东诺夫和莱特库诺维采型飞机截至2016年12月。截止2016年12月，哈巴罗夫斯克航空航线共有是10个目的地。

## 外部連結
- 官方網站（页面存档备份，存于）（俄文）